# NGC 3902
NGC 3902 is een balkspiraalstelsel in het sterrenbeeld Leeuw. Het hemelobject werd op 6 april 1785 ontdekt door de Duits-Britse astronoom William Herschel.

## Synoniemen
- UGC 6790
- MCG 4-28-55
- ZWG 127.60
- IRAS 11467+2623
- PGC 36923